# Ichijō Tadayoshi
Ichijō Tadayoshi (一条 忠良?   2 de mayo de 1774 – 5 de julio de 1837) fue un kugyō (cortesano japonés de clase alta) que vivió a finales del período Edo. Fue miembro de la familia Ichijō (derivada del clan Fujiwara) e hijo del regente Ichijō Teruyoshi.
Ingresó a la corte imperial en 1782 con el rango jugoi superior y luego al rango shōshii inferior. En 1783 ascendió al rango jusanmi, en 1784 al de shōsanmi y en 1785 al de junii y nombrado gonchūnagon. En 1789 fue ascendido a gondainagon y en 1792 promovido al rango shōnii.
Fue nombrado naidaijin entre 1792 y 1797, cuando fue promovido a udaijin hasta 1814. En 1799 fue ascendido al rango juichii y en 1809 fue designado tutor imperial (tōgu no fu). En 1814 fue nombrado sadaijin (hasta 1815) y kanpaku (regente) del Emperador Kōkaku (hasta su abdicación en 1817) y del Emperador Ninkō (hasta la renuncia de Tadayoshi en 1823). 
Tuvo como esposa a la hija del octavo señor feudal del dominio de Kumamoto, Hosokawa Narishige. De ellos tuvieron como hijos a Ichijō Sanemichi, Ichijō Tadaka, Koga Takemichi (adoptado por la familia Koga), Ichijō Hideko (consorte del shogun Tokugawa Iesada), la consorte de Ikeda Nariteru, la consorte de Matsudaira Yorisato y la consorte del regente Takatsukasa Sukehiro.